# Jean-Baptiste Larroque
Pour les articles homonymes, voir Larroque.
Jean-Baptiste Larroque, né le 19 octobre 1768 à Pavie (Gers), mort le 25 février 1821 à Colmar (Haut-Rhin), est un général français de la Révolution et de l’Empire.

## États de service
Le 4 avril 1792, il est nommé capitaine adjudant major dans le 1er bataillon de volontaires des Hautes-Pyrénées, et le 17 avril il passe dans l’armée des Pyrénées occidentales. Le 21 octobre 1795, il est affecté à l’armée d’Italie, comme aide de camp du général Hacquin.
Le 27 janvier 1799, il est nommé capitaine de grenadier à la 2e demi-brigade d’infanterie de ligne, et le 13 octobre 1800, il rejoint l’armée de Batavie. Le 9 octobre 1803, il est affecté au camp de Bruges.
Le 6 mars 1805, il devient aide de camp du général Dumas, et il est nommé chef de bataillon le 24 mars suivant. Il participe aux campagnes de 1805 et de 1806 à la Grande Armée, et il est au siège de Gaète. Il est fait chevalier de la Légion d’honneur le 29 mai 1806.
Le 3 septembre 1806, il passe au service du royaume de Naples. Il est fait chevalier de l’ordre royal des Deux-Siciles le 12 mai 1808, et il est nommé major le 12 septembre 1808. Il est élevé au grade de colonel le 2 mars 1810.
Il est promu général de brigade le 31 mai 1813, au service du royaume de Naples. Le 31 mars 1814, il prend le commandement de la 2e brigade de la 4e division d’infanterie, et le 9 septembre 1814, il est réadmis au service de la France comme maréchal de camp.
Il meurt le 25 février 1821, à Colmar.

## Sources
- (en) « Generals Who Served in the French Army during the Period 1789 - 1814: Eberle to Exelmans »
- Thierry Pouliquen, « Les généraux français et étrangers ayant servis [sic] dans la Grande Armée » (consulté le 19 mars 2014)
- « Cote LH/1487/50 », base Léonore, ministère français de la Culture
- (pl) « Napoléon.org.pl »